# Apoptosome

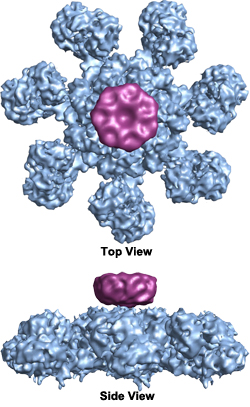
Apoptosome.

Le complexe de l'apoptosome intervient dans le mécanisme intrinsèque de l'apoptose.
Il est formé à partir d'une protéine APAF1, de deux molécules de procaspase-9 et de deux cytochromes c libérés par la mitochondrie. À la suite de l’interaction avec le cytochrome c, APAF-1 change de conformation et le complexe APAF-1/cytochrome c s’organise en un héptamère qui ressemble à une roue. C'est cet héptamère qui recrute la caspase-9 (procaspase-9) (caspase initiatrice) qui s’auto-active à la suite d'une dimérisation et induit l’activation des caspases exécutrices (caspases-3 et caspases-7).
Une fois formé, le complexe permet la libération de caspases 9 qui interviennent dans l'apoptose.
Il est formé de la façon suivante : à la suite de signaux apoptotiques, les mitochondries de la cellule vont voir leur perméabilité membranaire modifiée (par l'ouverture de canaux de la membrane externe de l'organite ainsi que de l'ouverture du canal PTP) aboutissant à un éclatement de l'organite et au relargage de cytochrome C dans le cytoplasme.
C'est l'association qui suit du cytochrome C et de APAF1 qui est à l'origine de la formation de l'apoptosome, entrainant la mort programmée de la cellule.

## Sources et références
1. ↑  « Apoptosome - an overview | ScienceDirect Topics », sur www.sciencedirect.com (consulté le 18 juin 2021)